# Братиця Павло Савич
Братиця Павло Савич (1825, Мена, тепер місто Чернігівської області — 1887) — кобзар.

## Біографія
Кобзар родився у містечко Мена, Сосницького повіту а потім перевівся с. Терешківку (Ніжинського п.) до Кріпости свого пана Танського, на Чернігівщині. Осліп на третьому році життя. Науку пройшов у Андрія Бешка. Крім кобзарювання заробляв суканням вірьовок і поза цим мав допомогу від односельчан, які ставились до нього дуже приязно.
В 1874 році зустрів його фольклорист П. Івашенко й записав 4 думи.
Доповідь про цю зустріч зробив П. Іващенко на засіданні Південно-Західного відділу Російського географічного товариства у січні 1875 р.
В. Горленко писав що Братиця старець невеликого росту, досить повний та трохи рябий зі сірими баками. Кобзар був добродушний. У нього була хатка яка знаходилася на панській землі. Своєї землі він не мав. Братиця мотав верьовок на продажу. Помагали його односільчани. В. Горленко писав що жителі с. Терешківки відносилися до кобзаря з великою повагою.
Співав дуетом з молодим 28 річним кобзарем Прокопом Дубом. Повідомлення зацікавило Миколу Лисенка зробити запис музичного виконання дум Братицею, які були надруковані у 1888 р. в ж. «Киевская Старина».
Сластіон писав що він знав 10 дум. Згадувалося що 5 дум були про Хмельницького.
У 1883 В. Горленко зробив повторний запис репертуару П. Братиці і записав 10 дум.
Псальмів знав 50.
Бандура у нього 20 струнна.
Старці говорили що «Старший кобзар Павло такий як Остап учений».
Помер с. Терешківка, Ніженського повіту на Чернігівщині.
В журналі «Нива» було розміщено портрет кобзаря.

## Репертуар
- 1) «Про Хмельницького і Барабаша»,
- 2) «Про втеча трьох братів з Озова»
- 3) «Про козака Голоту»
- 4) «Про Фесько Ґанжа Андибер»
- 5) «Івась Коновченко»
- 6) ”Сокіл і соколонок”.
- 7)) «Олексій Попович».
- 8) «Про бідну вдову».
- 9) «Плач невольника».
- 10) «Про брата і сестру».